# Josef Degeorgi
Josef Degeorgi (* 19. Jänner 1960 in Bad Vöslau) ist ein ehemaliger österreichischer Fußballspieler. Der Verteidiger nahm an der Weltmeisterschaft 1982 teil und wurde mit der Wiener Austria dreimal österreichischer Meister. Nach seinem Karriereende als Aktiver wurde er als Fußballtrainer tätig.

## Karriere
Josef Degeorgi begann seine Karriere als Stürmer in der Schülermannschaft seines Heimatvereins ASK Bad Vöslau. Ab 1974 spielte er beim FC Admira/Wacker, wo er in die Abwehr zurückgezogen wurde. Einen Stammplatz in der Kampfmannschaft erkämpfte er sich erstmals 1979/80. 1982 erreichte er mit seinem Team erstmals einen Europacupstartplatz und debütierte unter seinem ehemaligen Trainer Felix Latzke beim 3:2-Auswärtssieg gegen Ungarn am 24. März in der österreichischen Nationalmannschaft. Nachdem er zwei Monate später als Verteidiger noch das Siegtor gegen Dänemark schoss, mauserte er sich noch in letzter Minute zum Stammspieler für die Weltmeisterschaft 1982 in Spanien, wo er auch bei den ersten vier Partien in der Startaufstellung stand. Österreich konnte dabei den achten Platz erreichen. 
Durch diesen raschen Aufstieg entsprechend umworben, kam er im Jänner 1983 zur Wiener Austria, wo er seine größten Erfolge feiern sollte. Bis zu seinem Rückwechsel zum FC Admira/Wacker im Sommer 1990 wurde er von 1984 bis 1986 dreimal in Serie österreichischer Meister und gewann auch 1986 den ÖFB-Cup, wobei er sich im Finale beim 6:4 nach Verlängerung gegen Rapid im Gerhard-Hanappi-Stadion auch in die Schützenliste eintrug. Größter internationaler Erfolg in dieser Zeit war der Einzug ins Europacup-Halbfinale 1983, wobei Josef Degeorgi selbst die Aufstiege gegen den FC Barcelona und Inter Mailand als größten Erfolg sah. 
Nach einer Saison 1990/91 beim FC Admira/Wacker ging Josef Degeorgi zum Ende seiner Profilaufbahn noch zum VfB Mödling in die 2. Division, wo 1992 der Aufstieg gelang. Seinen Karriereausklang verbrachte der Abwehrspieler bei der SV Rohrbach sowie wieder beim ASK Bad Vöslau – teilweise als Spielertrainer. 1999 zog Josef Degeorgi noch in Bad Vöslau das violette Dress über und beendete in weiterer Folge seine Karriere als Aktiver. Als Trainer arbeitete er 2003 bis 2007 beim FC Stadlau sowie von 2007 bis 2009 beim ASV Vösendorf. Bis 2012 trainierte er den SV St. Margarethen. Ab Ende Februar 2018 trainierte er die FSG Oberpetersdorf/Schwarzenbach. Im November desselben Jahres übernahm er das Traineramt beim ASC Leobersdorf und führte dieses bis Mai 2022 aus. Unter seiner Leitung stieg der Klub in die niedrigste Spielklasse ab. Nebenbei trat er kurzzeitig auch als Co-Trainer im Nachwuchsbereich des Klubs in Erscheinung. In der Winterpause 2022/23 übernahm der die Frauenmannschaft des SV St. Margarethen und blieb dort bis Saisonende 2023/24. Im Oktober 2024 wurde der damals 64-Jährige Trainer des Sechstligisten UFC Oggau und wurde noch vor Saisonende im April 2025 durch Hans Peter Kusolits ersetzt.

## Erfolge
- 1 × Europacup-Halbfinale: 1983 (CC)
- 2 × Europacup-Viertelfinale: 1984 (UC), 1985 (CM)

- 3 × Österreichischer Meister: 1984, 1985, 1986
- 1 × Österreichischer Cupsieger: 1986, 1990

- Teilnahme an der Fußball-Weltmeisterschaft 1982: 8. Platz
- 30 Länderspiele und 1 Tor für die österreichische Fußballnationalmannschaft von 1982 bis 1990